# ماثيو هولمز (دراج)
ماثيو هولمز (بالإنجليزية: Matthew Holmes)‏ هو دراج بريطاني، ولد في 8 ديسمبر 1993 في ويغان في المملكة المتحدة.

## وصلات خارجية
- ماثيو هولمز على موقع الاتحاد الدولي للدراجات (الإنجليزية)
- ماثيو هولمز على موقع أرشيف الدراجات (الإنجليزية)
- ماثيو هولمز على موقع إحصائيات الدراجات الإحترافية (الإنجليزية)
- ماثيو هولمز على موقع نسبة الدراجات (الإنجليزية)